# اجیپت (پنسیلوانیا)
اجیپت (به انگلیسی: Egypt) یک منطقهٔ مسکونی در ایالات متحده آمریکا است که در پنسیلوانیا قرار دارد. اجیپت ۲٬۳۹۱ نفر جمعیت دارد.